# P・J・カーリシモ
ピーター・ジョン・カーリシモ（Peter John Carlesimo, 1949年3月30日 - ）は、アメリカ合衆国のバスケットボールの指導者。ペンシルベニア州出身。
アメリカ男子プロバスケットボールリーグNBAのポートランド・トレイルブレイザーズ、ゴールデンステート・ウォリアーズ、シアトル・スーパーソニックス、オクラホマシティ・サンダーのヘッドコーチを務めた。アシスタントコーチの経験も豊富で、1992年バルセロナオリンピックのドリームチームで、チャック・デイリーヘッドコーチのもと、マイク・シャシェフスキー、レニー・ウィルケンズらとアシスタントコーチを務め、金メダルを獲得している。NBAではサンアントニオ・スパーズで、グレッグ・ポポヴィッチヘッドコーチのもと、2002年から2007年の間に、3度の優勝に貢献した。

## 経歴
フォーダム大学を1971年に卒業の後、コーチングのキャリアをフォーダム大学のアシスタントコーチとしてスタートし、 1971年から 1975年の間務めた後、カレッジバスケットボールのヘッドコーチを数校で務め、1992年バルセロナオリンピックバスケットボール男子アメリカ合衆国代表チーム(ドリームチーム)で、チャック・デイリーヘッドコーチのもとで、マイク・シャシェフスキー、レニー・ウィルケンズらとアシスタントコーチを務め、金メダルを獲得した。1994年にNBAのポートランド・トレイルブレイザーズでヘッドコーチとしての職を得て、3年間務め、1997年にゴールデンステート・ウォリアーズのヘッドコーチを務めた。
その後サンアントニオ・スパーズの第一アシスタントコーチに就任し、グレッグ・ポポビッチの下で、2002年から2007年の間で、3度の優勝に貢献した。その後、2007年シアトル・スーパーソニックス（後にオクラホマシティ・サンダー）のヘッドコーチとして1シーズン指揮を執った。2010年に再びアシスタントコーチに戻り、トロント・ラプターズ、ニュージャージー・ネッツ（後にブルックリン・ネッツ）、で活動している。

## ヘッドコーチ成績

### NBA
| チーム | シーズン | G  | W   | L   | W–L% | シーズン結果         | PG | PW | PL | PW–L% | 最終結果         |
| ------ | -------- | -- | --- | --- | ---- | -------------------- | -- | -- | -- | ----- | ---------------- |
| POR    | 1994–95  | 82 | 44  | 38  | .537 | パシフィック4位      | 3  | 0  | 3  | .000  | 1回戦敗退        |
| POR    | 1995–96  | 82 | 44  | 38  | .537 | パシフィック3位      | 5  | 2  | 3  | .400  | 1回戦敗退        |
| POR    | 1996–97  | 82 | 49  | 33  | .598 | パシフィック3位      | 4  | 1  | 3  | .250  | 1回戦敗退        |
| GSW    | 1997–98  | 82 | 19  | 63  | .232 | パシフィック6位      | —  | —  | —  | —     | プレーオフ不出場 |
| GSW    | 1998–99  | 50 | 21  | 29  | .420 | パシフィック6位      | —  | —  | —  | —     | プレーオフ不出場 |
| GSW    | 1999–00  | 27 | 6   | 21  | .222 | (解任)               | —  | —  | —  | —     | —                |
| SEA    | 2007–08  | 82 | 20  | 62  | .244 | ノースウェスト最下位 | —  | —  | —  | —     | プレーオフ不出場 |
| OKC    | 2008–09  | 13 | 1   | 12  | .077 | (解任)               | —  | —  | —  | —     | —                |
| BKN    | 2012–13  | 54 | 35  | 19  | .648 | アトランティック2位  | 7  | 3  | 4  | .429  | 1回戦敗退        |
| 通算   | 通算     |    | 554 | 239 | 315  | .431                 |    | 19 | 6  | 13    |                  |

## ラトレル・スプリーウェルとの関係
ゴールデンステート・ウォリアーズのヘッドコーチに就任した1年目、チームは開幕から14試合で1勝13敗とどん底にあった。1997年12月1日のチーム練習でラトレル・スプリーウェルに首を絞められるという事件が発生した。スプリーウェルは無期限の出場停止 (1999年に解除され、ニューヨーク・ニックスに移籍) になり、元々暴言癖があったというカーリシモにも悪評が付きまとってしまった。後に両者は和解したものの、2005年夏に、スプリーウェルとアラバマ大学時代のチームメイトにあたるロバート・オーリーが、当時所属していたサンアントニオ・スパーズ入りを勧めたところ、スプリーウェルは、スパーズのコーチ陣にカーリシモがいたことを理由に、スパーズ入りを拒否し、事実上の引退となった。